# ГЕС Нам-Манг 1
ГЕС Нам-Манг 1 — гідроелектростанція у північно-західній частині Лаосу. Використовує ресурс із річки Нам-Манг, лівої притоки однієї з найбільших річок Південно-Східної Азії Меконгу (впадає до Південно-Китайського моря на узбережжі В'єтнаму).
У межах проекту річку перекрили кам'яно-накидною греблею з бетонним облицюванням висотою 70 метрів, яка утримує невелике водосховище з площею поверхні 0,32 км2. Зі сховища через правобережний масив прокладено дериваційний тунель завдовжки 2,9 км, який переходить у напірний водовід завдовжки 0,4 км.
Наземний машинний залу, розташований на березі Нам-Манг, обладнали трьома турбінами потужністю по 22,1 МВт, які при напорі у 90 метрів повинні забезпечувати виробництво 225 млн кВт-год електроенергії на рік.
Проект, введений в експлуатацію у 2017 році, реалізували китайська Far-East Industrial (85 %) та місцева державна Electricite du Lao (15 %).